# Eupithecia distinctaria
Eupithecia distinctaria es una especie de polilla de la familia Geometridae. La especie fue descrita por primera vez por Gottlieb August Wilhelm Herrich-Schäffer habiendo sido descrita en 1870, con una amplia distribución en Europa. El sintipo de la especie fue descrita en los Pirineos Orientales y en Suiza en el monte Rigi de Sankt Moritz. Es una polilla pequeña con una envergadura de las alas de 16 a 20 mm. 